# Clemens Fuest
Clemens Fuest est un économiste allemand. Il est professeur d'économie au Center for Economic Studies de l'université Louis-et-Maximilien de Munich ainsi que président de l'ifo Institut für Wirtschaftsforschung.
Il a été lauréat du Prix Gustav-Stolper en 2013.